# C/2017 C1 (NEOWISE)
C/2017 C1 (NEOWISE) — одна з комет типу комети Галлея. Відкрита 6 лютого 2017 року; була 19m на час відкриття.